# 科尔坦

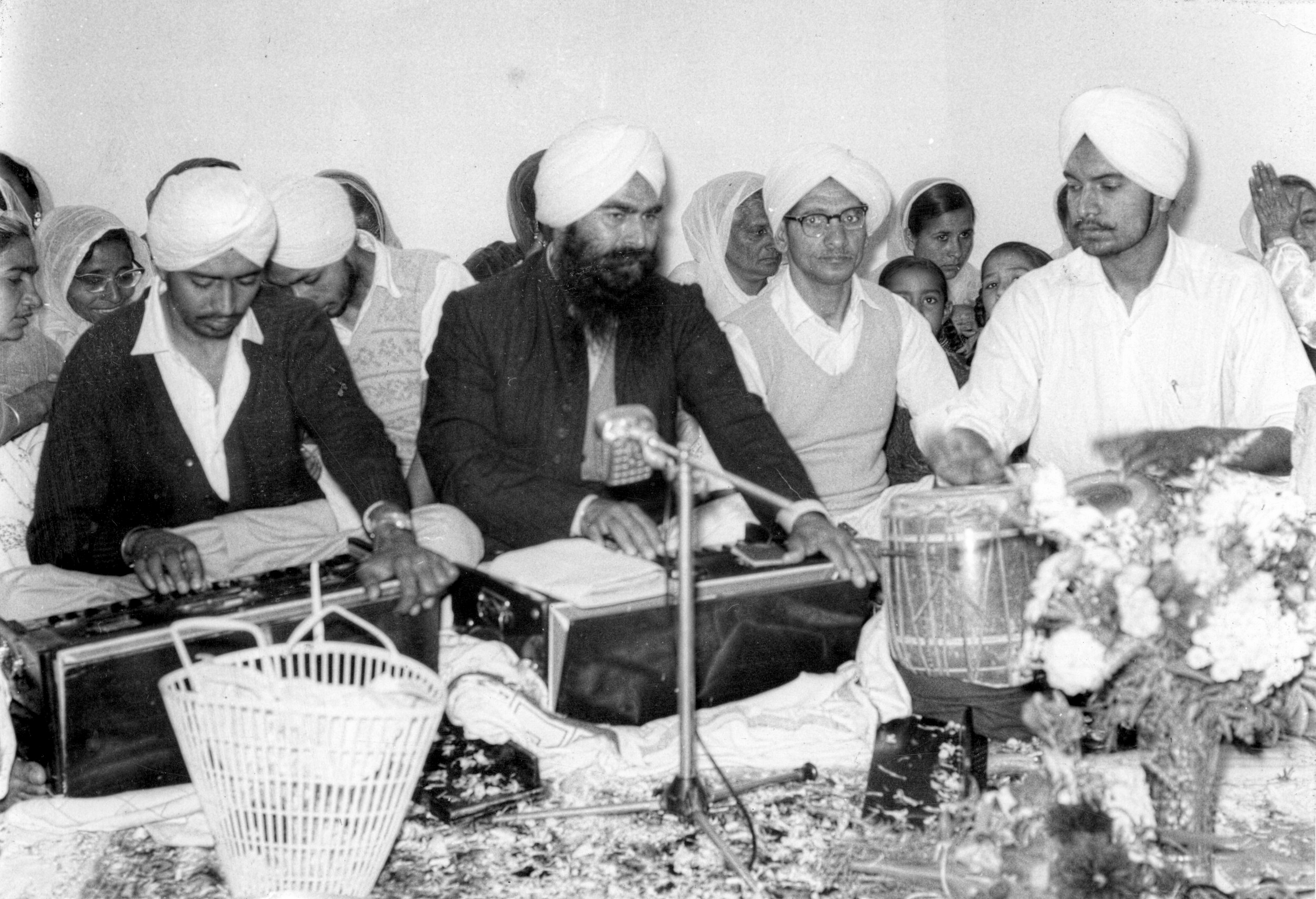
於1960年代以传统乐器演奏科尔坦

科尔坦（英语：praise, eulogy、 sankirtan）是一种奉爱运动中对唱形式的吟颂或者唱和，内容包括抒情诗及咒语等。